# Bundesautobahn 656
De Bundesautobahn 656 (BAB-656) is een korte autosnelweg in de Duitse deelstaat Baden-Württemberg. Hij verbindt de steden Mannheim en Heidelberg en vormt ook een snelle verbinding tussen de A6/E50 en de A5/E35. De weg is verdeeld in 2x2 rijstroken.